# Царицыно (Рязанская область)
Царицыно (тат. Бием сала) — деревня в Касимовском районе Рязанской области. Входит в состав Булгаковского сельского поселения.
Расположена на реке Мудровка (приток Макарье) в 5 км к северу от Касимова.
Деревня относилась к группе ак аймак поселений касимовских татар. Татарское название села означает «село свекрови».

## История
В 1862 году в селе уже была мечеть (год постройки неизвестен). В конце XIX века к приходу мечети относились также жители деревни Тебеньково (всего 675 чел.).
По дореволюционному административному делению село Царицыно входило в Татарскую волость Касимовского уезда Рязанской губернии.

## Население
| 1859 | 1906 | 2010 |
| ---- | ---- | ---- |
| 431  | ↗454 | ↘25  |

Проживают татары, русские.